# Полесское (Изяславский район)
Полесское (укр. Поліське) — село в Изяславском районе Хмельницкой области Украины.
Население по переписи 2001 года составляло 704 человека. Почтовый индекс — 30340. Телефонный код — 3852. Занимает площадь 20,875 км². Код КОАТУУ — 6822185401.

## Местный совет
30340, Хмельницкая обл., Изяславский р-н, с. Полесское, ул. Наголюка, 1а